# دبورا کان
دبورا کان (انگلیسی: Debora Cahn؛ زادهٔ ۱ ژانویهٔ ۱۹۵۰) فیلم‌نامه‌نویس، و تهیه‌کننده تلویزیونی اهل ایالات متحده آمریکا است.
وی همچنین برندهٔ جوایزی همچون جایزه انجمن نویسندگان آمریکا شده‌است.